# آلان شوجارت
آلان شوجارت (بالإنجليزية: Alan Shugart)‏ (مواليد 27 سبتمبر 1930 – 12 ديسمبر 2006) كان مهندسا أمريكيا ساهم في تطوير صناعة الأقراص الصلبة للحواسيب.

## حياته
ولد في لوس أنجلوس وتخرج من جامعة ريدلاندز وحصل على شهادة في الفيزياء الهندسية.
كان شوجارت أبًا لثلاثة أطفال: جوان شوجارت (1951-1954)، وكريستوفر د. شوجارت (مواليد 1953) وتيري إل. شوجارت (ب. 1955). تزوج شوجارت من إستر مارز (ني بيل)، والدة أطفاله الثلاثة، من عام 1951 حتى عام 1973. تزوج من ريتا شوجارت (ني كينيدي) من عام 1981 حتى وفاته.
توفي شوجارت في 12 ديسمبر 2006 في مونتيري، كاليفورنيا بسبب مضاعفات جراحة القلب التي خضع لها قبل ستة أسابيع.